# Chouchary
Pour les articles homonymes, voir Chouchary (homonymie).
Chouchary (en russe : Шуша́ры) est une commune urbaine sous la juridiction de Saint-Pétersbourg.